# Elezioni comunali in Campania del 1998
Le elezioni comunali in Campania del 1998 si tennero il 24 maggio (con ballottaggio il 7 giugno) e il 29 novembre (con ballottaggio il 13 dicembre).

## Elezioni del maggio 1998

### Provincia di Napoli

#### Cardito
| Candidati                       | Candidati                             | Voti                 | %     | Liste                                   | Voti   | %     | Seggi |
| ------------------------------- | ------------------------------------- | -------------------- | ----- | --------------------------------------- | ------ | ----- | ----- |
|                                 | Biagio Fusco Accede al ballottaggio   | 5.429                | 42,53 | Sinistra                                | 1.453  | 11,72 | 4     |
| Partito Popolare Italiano       | Biagio Fusco Accede al ballottaggio   | 5.429                | 42,53 | 1.284                                   | 10,35  | 3     |       |
| Democratici di Sinistra         | Biagio Fusco Accede al ballottaggio   | 5.429                | 42,53 | 998                                     | 8,05   | 2     |       |
| Rinnovamento Italiano           | Biagio Fusco Accede al ballottaggio   | 5.429                | 42,53 | 700                                     | 5,64   | 2     |       |
| Lista civica di centro-sinistra | Biagio Fusco Accede al ballottaggio   | 5.429                | 42,53 | 633                                     | 5,10   | 1     |       |
|                                 | Giuseppe Barra Accede al ballottaggio | 4.281                | 33,54 | Cristiano Democratici per la Repubblica | 1.258  | 10,14 | 2     |
| Centro                          | Giuseppe Barra Accede al ballottaggio | 4.281                | 33,54 | 1.239                                   | 9,99   | 2     |       |
| Alleanza Nazionale              | Giuseppe Barra Accede al ballottaggio | 4.281                | 33,54 | 1.223                                   | 9,86   | 1     |       |
| Forza Italia                    | Giuseppe Barra Accede al ballottaggio | 4.281                | 33,54 | 548                                     | 4,42   | -     |       |
| Cristiani Democratici Uniti     | Giuseppe Barra Accede al ballottaggio | 4.281                | 33,54 | 270                                     | 2,18   | -     |       |
| Centro Cristiano Democratico    | Giuseppe Barra Accede al ballottaggio | 4.281                | 33,54 | 190                                     | 1,53   | -     |       |
| Seggio di coalizione            | Seggio di coalizione                  | Seggio di coalizione | 33,54 | 1                                       |        |       |       |
|                                 | Francesco D'Agostino                  | 2.468                | 19,33 | Lista Civica                            | 825    | 6,65  | 1     |
| Federazione dei Verdi           | Francesco D'Agostino                  | 2.468                | 19,33 | 824                                     | 6,64   | -     |       |
| Unione Democratica              | Francesco D'Agostino                  | 2.468                | 19,33 | 513                                     | 4,14   | -     |       |
| Seggio di coalizione            | Seggio di coalizione                  | Seggio di coalizione | 19,33 | 1                                       |        |       |       |
|                                 | Luciano Riccio                        | 587                  | 4,60  | Rifondazione Comunista-Altre            | 444    | 3,58  | -     |
| Totale                          | Totale                                | 12.765               | 100   |                                         | 12.402 | 100   | 20    |

#### Cercola
| Candidati                       | Candidati                   | Voti                        | %     | Liste                                   | Voti  | %     | Seggi |
| ------------------------------- | --------------------------- | --------------------------- | ----- | --------------------------------------- | ----- | ----- | ----- |
|                                 | Luigi Di Dato ✔️ Sindaco    | 5.510                       | 52,39 | Democratici di Sinistra                 | 1.842 | 18,43 | 4     |
| Partito Popolare Italiano       | Luigi Di Dato ✔️ Sindaco    | 5.510                       | 52,39 | 1.382                                   | 13,83 | 3     |       |
| Socialisti Democratici Italiani | Luigi Di Dato ✔️ Sindaco    | 5.510                       | 52,39 | 1.170                                   | 11,71 | 3     |       |
| Rifondazione Comunista          | Luigi Di Dato ✔️ Sindaco    | 5.510                       | 52,39 | 818                                     | 8,18  | 2     |       |
| Federazione dei Verdi           | Luigi Di Dato ✔️ Sindaco    | 5.510                       | 52,39 | 247                                     | 2,47  | -     |       |
|                                 | Aniello Esposito            | 4.142                       | 39,38 | Centro                                  | 1.308 | 13,09 | 2     |
| Centro                          | Aniello Esposito            | 4.142                       | 39,38 | 869                                     | 8,69  | 1     |       |
| Centro                          | Aniello Esposito            | 4.142                       | 39,38 | 725                                     | 7,25  | 1     |       |
| Forza Italia                    | Aniello Esposito            | 4.142                       | 39,38 | 548                                     | 5,48  | 1     |       |
| Alleanza Nazionale              | Aniello Esposito            | 4.142                       | 39,38 | 489                                     | 4,89  | 1     |       |
| Seggio di coalizione            | Seggio di coalizione        | Seggio di coalizione        | 39,38 | 1                                       |       |       |       |
|                                 | Achille De Simone           | 866                         | 8,23  | Cristiano Democratici per la Repubblica | 597   | 5,97  | -     |
| Seggio al candidato sindaco     | Seggio al candidato sindaco | Seggio al candidato sindaco | 8,23  | 1                                       |       |       |       |
| Totale                          | Totale                      | 10.518                      | 100   |                                         | 9.995 | 100   | 20    |

#### Ischia
| Candidati                    | Candidati                                        | Voti                 | %     | Liste                        | Voti   | %     | Seggi |
| ---------------------------- | ------------------------------------------------ | -------------------- | ----- | ---------------------------- | ------ | ----- | ----- |
|                              | Luigi Telese Accede al ballottaggio              | 4.419                | 35,77 | Fratellanza e Lavoro         | 1.761  | 14,71 | 6     |
| Partito Popolare Italiano    | Luigi Telese Accede al ballottaggio              | 4.419                | 35,77 | 1.423                        | 11,87  | 4     |       |
| Ischia Unita per l'Ulivo     | Luigi Telese Accede al ballottaggio              | 4.419                | 35,77 | 722                          | 6,03   | 2     |       |
|                              | Francesco Scotto D'Abusco Accede al ballottaggio | 4.253                | 34,42 | Forza Italia                 | 2.007  | 16,74 | 2     |
| Alleanza Nazionale           | Francesco Scotto D'Abusco Accede al ballottaggio | 4.253                | 34,42 | 1.564                        | 13,05  | 1     |       |
| Centro Cristiano Democratico | Francesco Scotto D'Abusco Accede al ballottaggio | 4.253                | 34,42 | 823                          | 6,87   | -     |       |
| Seggio di coalizione         | Seggio di coalizione                             | Seggio di coalizione | 34,42 | 1                            |        |       |       |
|                              | Carmine Barile                                   | 3.683                | 29,81 | Movimento Popolare Ischitano | 1.670  | 13,93 | 2     |
| Ischia Nostra                | Carmine Barile                                   | 3.683                | 29,81 | 1.348                        | 11,24  | 1     |       |
| Ischia Democratica           | Carmine Barile                                   | 3.683                | 29,81 | 664                          | 5,56   | -     |       |
| Seggio di coalizione         | Seggio di coalizione                             | Seggio di coalizione | 29,81 | 1                            |        |       |       |
| Totale                       | Totale                                           | 12.355               | 100   |                              | 11.988 | 100   | 20    |

### Provincia di Salerno

#### Pagani
| Candidati                               | Candidati                             | Voti                        | %     | Liste                        | Voti   | %     | Seggi |
| --------------------------------------- | ------------------------------------- | --------------------------- | ----- | ---------------------------- | ------ | ----- | ----- |
|                                         | Antonio Donato Accede al ballottaggio | 6.502                       | 30,89 | Democratici di Sinistra      | 2.692  | 13,37 | 10    |
| Sinistra                                | Antonio Donato Accede al ballottaggio | 6.502                       | 30,89 | 2.024                        | 10,05  | 8     |       |
|                                         | Enrico Cascone Accede al ballottaggio | 5.788                       | 27,50 | Partito Popolare Italiano    | 2.758  | 13,70 | 2     |
| Rinnovamento Italiano                   | Enrico Cascone Accede al ballottaggio | 5.788                       | 27,50 | 2.369                        | 11,77  | 2     |       |
| Partito Repubblicano Italiano           | Enrico Cascone Accede al ballottaggio | 5.788                       | 27,50 | 1.438                        | 7,14   | 1     |       |
| Socialisti Democratici Italiani         | Enrico Cascone Accede al ballottaggio | 5.788                       | 27,50 | 731                          | 3,63   | -     |       |
| Seggio di coalizione                    | Seggio di coalizione                  | Seggio di coalizione        | 27,50 | 1                            |        |       |       |
|                                         | Francesco Ianniello                   | 5.172                       | 24,57 | Alleanza Nazionale           | 2.510  | 12,47 | 2     |
| Cristiano Democratici per la Repubblica | Francesco Ianniello                   | 5.172                       | 24,57 | 1.550                        | 7,70   | 1     |       |
| Centro                                  | Francesco Ianniello                   | 5.172                       | 24,57 | 855                          | 4,25   | -     |       |
| Seggio di coalizione                    | Seggio di coalizione                  | Seggio di coalizione        | 24,57 | 1                            |        |       |       |
|                                         | Lucia Barone                          | 1.814                       | 8,62  | Centro Cristiano Democratico | 1.139  | 5,66  | -     |
| Seggio al candidato sindaco             | Seggio al candidato sindaco           | Seggio al candidato sindaco | 8,62  | 1                            |        |       |       |
|                                         | Gerardo Cascone                       | 940                         | 4,47  | Cristiani Democratici Uniti  | 1.134  | 5,63  | -     |
| Seggio al candidato sindaco             | Seggio al candidato sindaco           | Seggio al candidato sindaco | 4,47  | 1                            |        |       |       |
|                                         | Salvatore Fiore                       | 551                         | 2,62  | Rifondazione Comunista       | 597    | 2,96  | -     |
|                                         | Raffaele Pepe                         | 281                         | 1,34  | Sinistra                     | 338    | 1,68  | -     |
| Totale                                  | Totale                                | 21.048                      | 100   |                              | 20.135 | 100   | 30    |

#### Pontecagnano Faiano
| Candidati                               | Candidati                                   | Voti                 | %     | Liste                              | Voti   | %     | Seggi |
| --------------------------------------- | ------------------------------------------- | -------------------- | ----- | ---------------------------------- | ------ | ----- | ----- |
|                                         | Angelo Michele Spera Accede al ballottaggio | 5.615                | 39,28 | Rinnovamento Italiano              | 2.324  | 17,19 | 5     |
| Lista Civica di Centro-Sinistra         | Angelo Michele Spera Accede al ballottaggio | 5.615                | 39,28 | 1.572                              | 11,63  | 3     |       |
| Cristiano Democratici per la Repubblica | Angelo Michele Spera Accede al ballottaggio | 5.615                | 39,28 | 1.315                              | 9,73   | 2     |       |
|                                         | Cosimo Contieri Accede al ballottaggio      | 5.655                | 39,56 | Partito Popolare Italiano          | 2.039  | 15,08 | 2     |
| Democratici di Sinistra                 | Cosimo Contieri Accede al ballottaggio      | 5.655                | 39,56 | 2.030                              | 15,02  | 2     |       |
| Socialisti Democratici Italiani         | Cosimo Contieri Accede al ballottaggio      | 5.655                | 39,56 | 1.739                              | 12,86  | 2     |       |
| Seggio di coalizione                    | Seggio di coalizione                        | Seggio di coalizione | 39,56 | 1                                  |        |       |       |
|                                         | Giovanni Ferro                              | 1.815                | 12,70 | Lista Civica                       | 972    | 7,19  | 1     |
| Lista Civica                            | Giovanni Ferro                              | 1.815                | 12,70 | 539                                | 3,99   | -     |       |
| Seggio di coalizione                    | Seggio di coalizione                        | Seggio di coalizione | 12,70 | 1                                  |        |       |       |
|                                         | Vittorio Di Ruocco                          | 976                  | 6,83  | Rifondazione Comunista             | 784    | 5,80  | 1     |
|                                         | Antonio Garofalo                            | 235                  | 1,64  | Movimento Sociale Fiamma Tricolore | 205    | 1,52  | -     |
| Totale                                  | Totale                                      | 14.296               | 100   |                                    | 13.519 | 100   | 20    |

## Elezioni del novembre 1998

### Provincia di Napoli

#### Casoria
| Candidati                            | Candidati                             | Voti                        | %     | Liste                                                 | Voti   | %     | Seggi |
| ------------------------------------ | ------------------------------------- | --------------------------- | ----- | ----------------------------------------------------- | ------ | ----- | ----- |
|                                      | Giosué De Rosa Accede al ballottaggio | 16.114                      | 36,94 | Rinnovamento Italiano-Socialisti Democratici Italiani | 5.267  | 12,62 | 7     |
| Democratici di Sinistra              | Giosué De Rosa Accede al ballottaggio | 16.114                      | 36,94 | 3.987                                                 | 9,55   | 5     |       |
| Partito Popolare Italiano            | Giosué De Rosa Accede al ballottaggio | 16.114                      | 36,94 | 2.608                                                 | 6,25   | 3     |       |
| Federazione dei Verdi                | Giosué De Rosa Accede al ballottaggio | 16.114                      | 36,94 | 2.139                                                 | 5,13   | 2     |       |
| Partito della Rifondazione Comunista | Giosué De Rosa Accede al ballottaggio | 16.114                      | 36,94 | 1.269                                                 | 3,04   | 1     |       |
|                                      | Gennaro Nocera Accede al ballottaggio | 17.140                      | 39,29 | Centro Cristiano Democratico                          | 4.625  | 11,08 | 2     |
| Alleanza Nazionale                   | Gennaro Nocera Accede al ballottaggio | 17.140                      | 39,29 | 4.271                                                 | 10,23  | 2     |       |
| Forza Italia                         | Gennaro Nocera Accede al ballottaggio | 17.140                      | 39,29 | 3.889                                                 | 9,32   | 2     |       |
| Centro                               | Gennaro Nocera Accede al ballottaggio | 17.140                      | 39,29 | 2.785                                                 | 6,67   | 1     |       |
| Partito Socialista                   | Gennaro Nocera Accede al ballottaggio | 17.140                      | 39,29 | 2.007                                                 | 4,81   | 1     |       |
| Seggio di coalizione                 | Seggio di coalizione                  | Seggio di coalizione        | 39,29 | 1                                                     |        |       |       |
|                                      | Francesco Polizio                     | 3.743                       | 8,58  | Unione Democratica per la Repubblica                  | 3.228  | 7,74  | -     |
| Seggio al candidato sindaco          | Seggio al candidato sindaco           | Seggio al candidato sindaco | 8,58  | 1                                                     |        |       |       |
|                                      | Salvatore Graziuso                    | 3.197                       | 7,33  | Partito Repubblicano Italiano                         | 2.650  | 6,35  | -     |
| Seggio al candidato sindaco          | Seggio al candidato sindaco           | Seggio al candidato sindaco | 7,33  | 1                                                     |        |       |       |
|                                      | Celestino Manfredi                    | 2.152                       | 4,93  | Italia dei Valori                                     | 1.880  | 4,51  | -     |
| Seggio al candidato sindaco          | Seggio al candidato sindaco           | Seggio al candidato sindaco | 4,93  | 1                                                     |        |       |       |
|                                      | Carmine Guidetti                      | 1.277                       | 2,93  | Centro                                                | 1.126  | 2,70  | -     |
| Totale                               | Totale                                | 43.623                      | 100   |                                                       | 41.731 | 100   | 30    |

#### Quarto
| Candidati                                 | Candidati                           | Voti                 | %     | Liste                   | Voti   | %     | Seggi |
| ----------------------------------------- | ----------------------------------- | -------------------- | ----- | ----------------------- | ------ | ----- | ----- |
|                                           | Antonio Ciraci ✔️ Sindaco           | 11.243               | 54,00 | Democratici di Sinistra | 5.346  | 26,81 | 9     |
| Partito Popolare Italiano                 | Antonio Ciraci ✔️ Sindaco           | 11.243               | 54,00 | 1.933                   | 9,70   | 3     |       |
| Rinnovamento Italiano                     | Antonio Ciraci ✔️ Sindaco           | 11.243               | 54,00 | 1.120                   | 5,62   | 2     |       |
| Partito della Rifondazione Comunista      | Antonio Ciraci ✔️ Sindaco           | 11.243               | 54,00 | 659                     | 3,31   | 1     |       |
| Lista civica di centro-sinistra           | Antonio Ciraci ✔️ Sindaco           | 11.243               | 54,00 | 465                     | 2,33   | -     |       |
| Partito Repubblicano Italiano             | Antonio Ciraci ✔️ Sindaco           | 11.243               | 54,00 | 154                     | 0,77   | -     |       |
|                                           | Leopoldo Carlo Carandente Tartaglia | 9.577                | 46,00 | Viva Quarto             | 3.084  | 15,47 | 4     |
| Forza Italia-Centro Cristiano Democratico | Leopoldo Carlo Carandente Tartaglia | 9.577                | 46,00 | 2.727                   | 13,68  | 4     |       |
| Unione Democratica per la Repubblica      | Leopoldo Carlo Carandente Tartaglia | 9.577                | 46,00 | 2.485                   | 12,46  | 4     |       |
| Alleanza Nazionale                        | Leopoldo Carlo Carandente Tartaglia | 9.577                | 46,00 | 1.702                   | 8,54   | 2     |       |
| Seggio di coalizione                      | Seggio di coalizione                | Seggio di coalizione | 46,00 | 1                       |        |       |       |
| Totale                                    | Totale                              | 20.820               | 100   |                         | 19.937 | 100   | 30    |

#### Sant'Antimo
| Candidati                       | Candidati                | Voti                 | %     | Liste                   | Voti   | %     | Seggi |
| ------------------------------- | ------------------------ | -------------------- | ----- | ----------------------- | ------ | ----- | ----- |
|                                 | Luigi Vergara ✔️ Sindaco | 11.537               | 61,27 | Forza Italia            | 6.795  | 36,37 | 12    |
| Centro Cristiano Democratico    | Luigi Vergara ✔️ Sindaco | 11.537               | 61,27 | 2.058                   | 11,01  | 3     |       |
| Partito Socialista              | Luigi Vergara ✔️ Sindaco | 11.537               | 61,27 | 1.374                   | 7,35   | 2     |       |
| Alleanza Nazionale              | Luigi Vergara ✔️ Sindaco | 11.537               | 61,27 | 1.292                   | 6,92   | 2     |       |
| Centro                          | Luigi Vergara ✔️ Sindaco | 11.537               | 61,27 | 1.067                   | 5,71   | 1     |       |
|                                 | Antonio Di Biase         | 7.292                | 38,73 | Democratici di Sinistra | 3.146  | 16,84 | 6     |
| Partito Popolare Italiano       | Antonio Di Biase         | 7.292                | 38,73 | 1.292                   | 6,92   | 2     |       |
| Rifondazione Comunista          | Antonio Di Biase         | 7.292                | 38,73 | 745                     | 3,99   | 1     |       |
| Socialisti Democratici Italiani | Antonio Di Biase         | 7.292                | 38,73 | 515                     | 2,76   | -     |       |
| Rinnovamento Italiano           | Antonio Di Biase         | 7.292                | 38,73 | 400                     | 2,14   | -     |       |
| Seggio di coalizione            | Seggio di coalizione     | Seggio di coalizione | 38,73 | 1                       |        |       |       |
| Totale                          | Totale                   | 18.829               | 100   |                         | 18.684 | 100   | 30    |

#### Torre del Greco
| Candidati                            | Candidati                                | Voti                 | %     | Liste                     | Voti   | %     | Seggi |
| ------------------------------------ | ---------------------------------------- | -------------------- | ----- | ------------------------- | ------ | ----- | ----- |
|                                      | Romeo Del Giudice Accede al ballottaggio | 18.351               | 34,75 | Partito Popolare Italiano | 9.011  | 17,82 | 11    |
| Unione Democratica per la Repubblica | Romeo Del Giudice Accede al ballottaggio | 18.351               | 34,75 | 4.723                     | 9,34   | 6     |       |
| Italia dei Valori                    | Romeo Del Giudice Accede al ballottaggio | 18.351               | 34,75 | 2.257                     | 4,46   | 3     |       |
| Socialisti Democratici Italiani      | Romeo Del Giudice Accede al ballottaggio | 18.351               | 34,75 | 1.677                     | 3,32   | 2     |       |
| Unione Democratica                   | Romeo Del Giudice Accede al ballottaggio | 18.351               | 34,75 | 1.634                     | 3,23   | 2     |       |
|                                      | Patrizia Magliulo Accede al ballottaggio | 17.826               | 33,75 | Forza Italia              | 9.236  | 18,27 | 5     |
| Alleanza Nazionale                   | Patrizia Magliulo Accede al ballottaggio | 17.826               | 33,75 | 4.800                     | 9,49   | 2     |       |
| Centro Cristiano Democratico         | Patrizia Magliulo Accede al ballottaggio | 17.826               | 33,75 | 2.944                     | 5,82   | 1     |       |
| Nuova Democrazia Cristiana           | Patrizia Magliulo Accede al ballottaggio | 17.826               | 33,75 | 1.019                     | 2,02   | -     |       |
| Seggio di coalizione                 | Seggio di coalizione                     | Seggio di coalizione | 33,75 | 1                         |        |       |       |
|                                      | Giovanni Falanga                         | 16.637               | 31,50 | Democratici di Sinistra   | 7.008  | 13,86 | 4     |
| Rinnovamento Italiano                | Giovanni Falanga                         | 16.637               | 31,50 | 2.798                     | 5,53   | 1     |       |
| Federazione dei Verdi                | Giovanni Falanga                         | 16.637               | 31,50 | 2.268                     | 4,49   | 1     |       |
| Rifondazione Comunista               | Giovanni Falanga                         | 16.637               | 31,50 | 1.180                     | 2,33   | -     |       |
| Seggio di coalizione                 | Seggio di coalizione                     | Seggio di coalizione | 31,50 | 1                         |        |       |       |
| Totale                               | Totale                                   | 52.814               | 100   |                           | 50.555 | 100   | 40    |

### Provincia di Caserta

#### Aversa
| Candidati                            | Candidati                              | Voti                 | %     | Liste                              | Voti   | %     | Seggi |
| ------------------------------------ | -------------------------------------- | -------------------- | ----- | ---------------------------------- | ------ | ----- | ----- |
|                                      | Gennaro Golia Accede al ballottaggio   | 15.560               | 49,20 | Democratici di Sinistra            | 5.695  | 18,73 | 8     |
| Partito Popolare Italiano            | Gennaro Golia Accede al ballottaggio   | 15.560               | 49,20 | 3.215                              | 10,57  | 4     |       |
| Movimento Insieme per Aversa         | Gennaro Golia Accede al ballottaggio   | 15.560               | 49,20 | 2.875                              | 9,45   | 4     |       |
| Rinnovamento Italiano                | Gennaro Golia Accede al ballottaggio   | 15.560               | 49,20 | 1.123                              | 3,69   | 1     |       |
| Partito della Rifondazione Comunista | Gennaro Golia Accede al ballottaggio   | 15.560               | 49,20 | 888                                | 2,92   | 1     |       |
|                                      | Filippo Trofino Accede al ballottaggio | 11.054               | 34,95 | Forza Italia                       | 4.995  | 16,42 | 4     |
| Unione Democratica per la Repubblica | Filippo Trofino Accede al ballottaggio | 11.054               | 34,95 | 3.478                              | 11,44  | 2     |       |
| Alleanza Nazionale                   | Filippo Trofino Accede al ballottaggio | 11.054               | 34,95 | 1.618                              | 5,32   | 1     |       |
| Centro Cristiano Democratico         | Filippo Trofino Accede al ballottaggio | 11.054               | 34,95 | 1.314                              | 4,32   | 1     |       |
| Seggio di coalizione                 | Seggio di coalizione                   | Seggio di coalizione | 34,95 | 1                                  |        |       |       |
|                                      | Giuseppe Stabile                       | 2.499                | 7,90  | Progetto Democratico per Aversa    | 2.488  | 8,18  | 1     |
| Seggio di coalizione                 | Seggio di coalizione                   | Seggio di coalizione | 7,90  | 1                                  |        |       |       |
|                                      | Generoso Rammairone                    | 1.277                | 4,04  | Azione Riformista                  | 1.461  | 4,80  | -     |
| Seggio di coalizione                 | Seggio di coalizione                   | Seggio di coalizione | 4,04  | 1                                  |        |       |       |
|                                      | Gabriele Iorio                         | 631                  | 2,00  | Unione Democratica per Aversa      | 705    | 2,32  | -     |
|                                      | Antonio Della Volpe                    | 355                  | 1,12  | Nuovo Partito Popolare             | 313    | 1,03  | -     |
|                                      | Giuseppe Napolitano                    | 251                  | 0,79  | Movimento Sociale Fiamma Tricolore | 243    | 0,80  | -     |
| Totale                               | Totale                                 | 31.627               | 100   |                                    | 30.411 | 100   | 30    |

#### San Felice a Cancello
| Candidati              | Candidati                                 | Voti                 | %     | Liste                                | Voti   | %     | Seggi |
| ---------------------- | ----------------------------------------- | -------------------- | ----- | ------------------------------------ | ------ | ----- | ----- |
|                        | Antonio Basilicata Accede al ballottaggio | 4.759                | 43,66 | Unione Democratica per la Repubblica | 2.820  | 26,95 | 9     |
| Insieme per San Felice | Antonio Basilicata Accede al ballottaggio | 4.759                | 43,66 | 1.122                                | 10,72  | 3     |       |
|                        | Pasquale De Lucia Accede al ballottaggio  | 3.716                | 34,09 | Centro Cristiano Democratico-Cdl     | 2.299  | 21,97 | 3     |
| Forza Italia           | Pasquale De Lucia Accede al ballottaggio  | 3.716                | 34,09 | 1.098                                | 10,49  | 1     |       |
| Alleanza Nazionale     | Pasquale De Lucia Accede al ballottaggio  | 3.716                | 34,09 | 960                                  | 9,17   | 1     |       |
| Seggio di coalizione   | Seggio di coalizione                      | Seggio di coalizione | 34,09 | 1                                    |        |       |       |
|                        | Raffaele Petrone                          | 1.803                | 16,54 | L'Ulivo                              | 1.285  | 12,28 | 1     |
| Rifondazione Comunista | Raffaele Petrone                          | 1.803                | 16,54 | 395                                  | 3,77   | -     |       |
| Seggio di coalizione   | Seggio di coalizione                      | Seggio di coalizione | 16,54 | 1                                    |        |       |       |
|                        | Pasquale Ferrara                          | 622                  | 5,71  | Centro                               | 485    | 4,63  | -     |
| Totale                 | Totale                                    | 10.900               | 100   |                                      | 10.464 | 100   | 20    |

### Provincia di Salerno

#### Scafati
| Candidati                       | Candidati               | Voti                 | %     | Liste                                | Voti   | %     | Seggi |
| ------------------------------- | ----------------------- | -------------------- | ----- | ------------------------------------ | ------ | ----- | ----- |
|                                 | Nicola Pesce ✔️ Sindaco | 17.253               | 59,45 | Partito Popolare Italiano            | 4.655  | 16,46 | 5     |
| Democratici di Sinistra         | Nicola Pesce ✔️ Sindaco | 17.253               | 59,45 | 4.588                                | 16,22  | 5     |       |
| Rinnovamento Italiano           | Nicola Pesce ✔️ Sindaco | 17.253               | 59,45 | 3.918                                | 13,85  | 5     |       |
| Socialisti Democratici Italiani | Nicola Pesce ✔️ Sindaco | 17.253               | 59,45 | 2.652                                | 9,38   | 3     |       |
| Rifondazione Comunista          | Nicola Pesce ✔️ Sindaco | 17.253               | 59,45 | 1.496                                | 5,29   | 1     |       |
|                                 | Giovanni Cirillo        | 8.283                | 28,54 | Forza Italia                         | 3.963  | 14,01 | 4     |
| Alleanza Nazionale              | Giovanni Cirillo        | 8.283                | 28,54 | 2.523                                | 8,92   | 2     |       |
| Centro Cristiano Democratico    | Giovanni Cirillo        | 8.283                | 28,54 | 1.414                                | 5,00   | 1     |       |
| Seggio di coalizione            | Seggio di coalizione    | Seggio di coalizione | 28,54 | 1                                    |        |       |       |
|                                 | Michele Sarno           | 3.073                | 10,59 | Unione Democratica per la Repubblica | 2.225  | 7,87  | 2     |
| Centro                          | Michele Sarno           | 3.073                | 10,59 | 573                                  | 2,03   | -     |       |
| Seggio di coalizione            | Seggio di coalizione    | Seggio di coalizione | 10,59 | 1                                    |        |       |       |
|                                 | Mariano Falcone         | 414                  | 1,43  | Lega Sud                             | 273    | 0,97  | -     |
| Totale                          | Totale                  | 28.280               | 100   |                                      | 29.023 | 100   | 30    |